# Jürgen Kindervater
Jürgen Kindervater (* 23. Juli 1945 in Wernigerode in Sachsen-Anhalt; † zwischen dem 6. März und dem 10. März 2023) war ein deutscher Wirtschaftsmanager.

## Karriere
Kindervater war von 1990 bis 2002 Leiter der Konzernkommunikation der Deutschen Telekom AG. Zuvor arbeitete er für die Loewe Opta GmbH als Leiter der Öffentlichkeitsarbeit und war Chefredakteur der Zeitschrift Funkschau. Kindervater war der Schöpfer des »T« und führte die Farbe Magenta als Bestandteil des Erscheinungsbildes der Deutschen Telekom ein. Er war zunächst unter dem damaligen Vorstandsvorsitzenden Helmut Ricke, dann unter Ron Sommer für die Pressearbeit, Corporate Identity und Werbung der Deutschen Telekom verantwortlich und hat diese maßgeblich geprägt. In diese Zeit fiel der Aufbau und die Durchsetzung der gesamten Markenstrategie, darunter die Wandlung des Teilbereichs der Deutschen Bundespost zum Konzern. Außerdem etablierte er das Unternehmen als Sponsor zum Beispiel im Radsport (Team Telekom) und im Fußball (Sponsoring-Vertrag mit dem FC Bayern München).
Kritiker warfen Kindervater vor, im Telekom-Konzern zunehmend Aufgaben erledigt zu haben, die nichts mit dem Thema Öffentlichkeitsarbeit zu tun hatten. Bei Verhandlungen und strategischen Planungen soll er Ron Sommers wichtigster Ratgeber gewesen sein, unternehmensintern galt er als der zweite Vorstandsvorsitzende. Im Juli 2002 wurde er von Ulrich Lissek als Kommunikationschef abgelöst und wurde Leiter des Zentralbereichs Sportmarketing, Content und Markenführung. Am 7. November 2002 verließ er die Deutsche Telekom, über einen Ausstieg des Managers war bereits spekuliert worden, als Vorstandschef Ron Sommer seinen Rücktritt erklärte.
Kindervater eröffnete im Mai 2006 in München eine eigene Agentur für Markenberatung namens Brandoffice und war mit ihr für Unternehmen wie REHAU, Loewe und DeTeMedien tätig.
Er hielt eine Honorarprofessur an der Hochschule für Künste Bremen, deren Ehrenmitglied er war.

## Privates
Kindervater war verheiratet und Vater von zwei Kindern.
Jürgen Kindervater starb im März 2023 nach kurzer schwerer Krankheit im Alter von 77 Jahren.

## Weblink
- Kurzlebenslauf bei "Brandoffice"